# David di Donatello 1968
La 13a edició dels premis David di Donatello, concedits per l'Acadèmia del Cinema Italià va tenir lloc el 3 d’agost de 1968 al Teatre grecoromà de Taormina. El premi consistia en una estatueta dissenyada per Bulgari.

## Guanyadors

### Millor director
- Carlo Lizzani - Banditi a Milano

### Millor productor
- Dino De Laurentiis - Banditi a Milano (ex aequo)
- Luigi Carpentieri i Ermanno Donati - Il giorno della civetta (ex aequo)

### Millor actriu
- Claudia Cardinale - Il giorno della civetta

### Millor actor
- Franco Nero - Il giorno della civetta

### Millor actriu estrangera
- Faye Dunaway – Bonnie i Clyde (ex aequo)
- Katharine Hepburn - Endevina qui ve a sopar (Guess Who's Coming to Dinner) (ex aequo)

### Millor actor estranger
- Warren Beatty – Bonnie i Clyde (ex aequo)
- Spencer Tracy - Endevina qui ve a sopar (Guess Who's Coming to Dinner)

### Millor productor estranger
- Stanley Kramer - Endevina qui ve a sopar (Guess Who's Coming to Dinner)

### Millor director estranger
- Richard Brooks - A sang freda (In Cold Blood)

### Targa d'oro
- Damiano Damiani, per la seva direcció a: Il giorno della civetta
- Nino Manfredi, per la seva interpretació a: Italian Secret Service; dirigida per Luigi Comencini – i a: Il padre di famiglia; dirigida per Nanni Loy
- Lisa Gastoni, per la seva interpretació a: Grazie zia; dirigida per Salvatore Samperi